# Пісочин (місцевість)
Пісочин — місцевість у Холодногірському районі Харкова, розташована на південному заході міста.
У вересні 2012 року східна частина смт Пісочин Харківського району площею 216,75 га була включена в межі Ленінського району міста Харкова.
Вулиці:
- Велишевська
- Жилинська
- Коршунова
- Кутєпова
- пр-т Ново-Баварський (частина)